# Hypericum athoum
Hypericum athoum är en johannesörtsväxtart som beskrevs av Pierre Edmond Boissier och Orph.. Hypericum athoum ingår i släktet johannesörter, och familjen johannesörtsväxter. Inga underarter finns listade i Catalogue of Life.